# Cyrtodactylus bichnganae
Espèce
Cyrtodactylus bichnganae est une espèce de geckos de la famille des Gekkonidae.

## Répartition
Cette espèce est endémique de la province de Sơn La au Viêt Nam.

## Publication originale
- Tri & Grismer, 2010 : A new karst dwelling Cyrtodactylus (Squamata: Gekkonidae) from Son La Province, north-western Vietnam. Hamadryad, vol. 35, n. 1, p. 84–95.